# Immanu El
Immanu El – szwedzki zespół muzyczny.

## Historia
Zespół powstał w 2004 w mieście Jönköping. Inicjatorem powstania grupy był Claes Strändberg (wówczas szesnastoletni), wraz ze swoim bratem - Perem. Obaj są do dziś gitarzystami zespołu, a Claes jest także wokalistą. Grają muzykę postrockową z elementami indirockowymi. Przed nagraniem pierwszego dema zagrali na festiwalu w Hultsfred. W 2007 wydali pierwszy album - "They'll Come, They Come", a niedługo potem przenieśli się do Göteborga, gdzie mieszkają do dziś. Występowali m.in. na Reeperbahn Festival (Hamburg) i SXSW w Austin. Gościnnie użyczali partii wokalnych na płycie "Sempiternal" grupy Bring Me the Horizon. W 2016 nagrali płytę "Hibernation", którą wyprodukował Johan Eckeborn. 

## Albumy studyjne
- They'll Come, They Come (2007),
- Moen (2009),
- In Passage (2011),
- Hibernation (2016).